# Porto Rico do Maranhão
Porto Rico do Maranhão é um município brasileiro do estado do Maranhão. Sua população estimada em 2004 era de 6.085 habitantes.
Criado pela Lei nº 6.134, de 10 de novembro de 1994, o município de Porto Rico do Maranhão limita-se ao norte com o Oceano Atlântico; a leste com o Oceano Atlântico e o município de Cedral; ao sul com os município de Cedral e a oeste com os municípios de Cururupu e Cedral.
Porto Rico do Maranhão tem como atividades principais a pesca e o ecoturismo, sendo uma das atrações turísticas é a Floresta dos Guarás, um pequeno ecossistema brasileiro localizado no litoral ocidental do estado do Maranhão e banhado pelo oceano Atlântico.  
O guará, ave que dá nome ao ecossistema e colore o litoral de Porto Rico, apresenta medidas de cerca de cinquenta a sessenta centímetros, possui bico fino, longo e levemente curvado para baixo. A plumagem é de um colorido vermelho muito forte, devido a sua alimentação à base de caranguejo que possui um pigmento que tinge as plumas. Em cativeiro, com a mudança da alimentação, as plumas perdem a cor e ficam com um tom cor-de-rosa apagado. 
Esse incrível ecossistema é composto por parte da floresta amazônica em sua fauna e flora, mangues, florestas, ilhas desertas e áreas de restingas abrange além de Porto Rico do Maranhão outros municípios vizinhos.

## Geografia
O município de Porto Rico do Maranhão possui uma extensão territorial de 244,979 quilômetros quadrados, ocupando a 209 posição entre os 217 municípios maranhenses em termos de área.

### Demografia
Segundo dados do Censo Demográfico de 2022, Porto Rico do Maranhão contava com 5.954 habitantes, resultando em uma densidade populacional de aproximadamente 24,30 habitante por quilômetro quadrado. No contexto estadual, o município ocupava a 203 posição em número de habitantes e a 74 em densidade demográfica comparando-se com outros municípios do estado do Maranhão. A estimativa populacional para o ano de 2024 era de 6.091 habitantes.

### Educação
Em 2010, a taxa de escolarização de crianças entre 6 e 14 anos em Porto Rico do Maranhão era de 99,2 %, colocando o município na 3 colocação entre os 217 do estado. Quanto ao Índice de Desenvolvimento da Educação Básica (IDEB) referente ao ano de 2023, os anos iniciais do ensino fundamental na rede pública apresentaram índice de 4,5 enquanto os anos finais atingiram 4,0.
| Taxa de escolarização de 6 a 14 anos de idade [2010]             | 99,2 %         |
| IDEB – Anos iniciais do ensino fundamental (Rede pública) [2023] | 4,5            |
| IDEB – Anos finais do ensino fundamental (Rede pública) [2023]   | 4,0            |
| Matrículas no ensino fundamental [2023]                          | 830 matrículas |
| Matrículas no ensino médio [2023]                                | 254 matrículas |
| Docentes no ensino fundamental [2023]                            | 79 docentes    |
| Docentes no ensino médio [2023]                                  | 15 docentes    |
| Número de estabelecimentos de ensino fundamental [2023]          | 10 escolas     |
| Número de estabelecimentos de ensino médio [2023]                | 1 escolas      |

Fonte: IBGE

## Economia
Em 2021, o Produto Interno Bruto (PIB) per capita de Porto Rico do Maranhão foi de R$ 7.726,92, valor que colocava o município na 161 posição entre os 217 do estado do Maranhão. Já em 2023, as receitas oriundas de fontes externas representavam 95,66 % do total arrecadado pelo município, o que o posicionava em 55 lugar no ranking estadual.
| PIB per capita [2021]                                                                           | 7.726,92 R$      |
| Índice de Desenvolvimento Humano Municipal (IDHM) [2010]                                        | 0,615            |
| Total de receitas brutas realizadas [2023]                                                      | 38.440.998,35 R$ |
| Transferências correntes (Percentual em relação às receitas correntes brutas realizadas) [2023] | 95,66 %          |
| Total de despesas brutas empenhadas [2023]                                                      | 38.270.436,68 R$ |

Fonte: IBGE
| Salário médio mensal dos trabalhadores formais [2022]                                             | 1,6 salários mínimos |
| Pessoal ocupado [2022]                                                                            | 612 pessoas          |
| População ocupada [2022]                                                                          | 10,28 %              |
| Percentual da população com rendimento nominal mensal per capita de até 1/2 salário mínimo [2010] | 56,5 %               |

Fonte: IBGE